# プロジェクトV
『プロジェクトV』（原題：急先鋒、英語題：Vanguard）は、2020年公開の中国映画。ジャッキー・チェン主演のアクション映画である。日本では2021年5月7日に公開された。

## あらすじ
トン・ウンテン（ジャッキー・チェン）は、世界各国の中国人を顧客に持つ民間の国際特殊護衛部隊「ヴァンガード」（中国語：急先鋒、本部・ロンドン）の創設者であり、最高司令官を務めている。
イギリス・ロンドンの中華街で開催された旧正月の祝賀イベントで、ヴァンガードの顧客である中国人実業家チョン・クォックラップ（ジャクソン・ルー）夫妻が誘拐された。チョンのビジネスパートナーであるマシムは、中東のテロリスト集団「復讐者」のリーダーであった。このことに気づいたチョンはスコットランドヤードに通報し、マシムはアメリカ軍により殺害された。父の殺害に激怒したマシムの息子・オマル（エヤド・ホーラーニ）は、傭兵組織「北極狼」にチョンの誘拐を命じたのであった。
チョンはヴァンガードによって救出されたが、チョンの娘で動物愛護活動家のファリダ（シュ・ルオハン）がオマル一味に狙われていることが判明する。トンとヴァンガードのメンバーたちはファリダを保護するためにアフリカに向かうが、今度はヴァンガードのメンバー・ロイ（ヤン・ヤン）とファリダがオマル一味に誘拐されてしまう。
ヴァンガードはオマル一味と戦うために、チョンとともに中東にあるオマルのアジトに向かい、ファリダとロイを救出する。しかし、オマルはチョンが父親のマシムから預かった財産を要求。チョンはファリダと引き換えに自らオマルの人質となり、マシムの財産が保管されているドバイに向かった。
マシムの財産は全て黄金に換えられ、スーパーカーや高級SUVのボディに偽装されていた。黄金の車体を持つハマー・H2、ランボルギーニ・ウラカン、アウディ・R8などを手に入れ、ドバイを暴走するオマル一味。ドバイ警察と協力し、ヴァンガードの最後の戦闘が始まる。

## キャスト
トン・ウンテン（唐煥庭）
演 - ジャッキー・チェン、日本語吹替 - 石丸博也
「ヴァンガード」の創設者で、最高司令官。
ロイ・ジャンユー（雷震宇）
演 - ヤン・ヤン、日本語吹替 - 前野智昭
ヴァンガードの若手メンバーでチームリーダーの一人。
チョン・ホイシュン（張凱旋）
演 - アレン、日本語吹替 - 小西克幸
ヴァンガードの初期メンバーで、火薬類の扱いに慣れている。
ミヤ（弥雅）
演 - ムチミヤ、日本語吹替 - 伊藤静
ヴァンガードのメンバーで、現場チーム唯一の女性。
ファリダ
演 - シュ・ルオハン、日本語吹替 - 田所あずさ
チョン・クォックラップの娘。アフリカで野生動物の保護活動を行っている。
コンドル
演 - ジュー・ジャンティン、日本語吹替 - 宮瀬尚也
ヴァンガードのメンバー。ハイテク機器の扱いが得意。
チョン・クォックラップ（秦国立）
演 - ジャクソン・ルー、日本語吹替 - 菊池康弘
イギリス在住の中国人実業家。「ヴァンガード」の顧客。
オマル
演 - エヤド・ホーラーニ、日本語吹替 - 中野泰佑
マシムの息子で、中東の王族。父亡き後、テロリスト集団「復讐者」のリーダーも務める。

## スタッフ
- 監督・製作・製作総指揮・脚本・アクション指導：スタンリー・トン
- 製作：バービー・タン
- 音楽：ネイザン・ウォン
- 撮影：クリス・リー
- 編集：ヤウ・チーワイ
- アクション指導：ハン・クワンホワ、JCスタント・チーム
- プロダクション・デザイン：ジェームズ・チョン
- コスチューム・デザイン：ミリアム・チャン、コニー・レオン
- サウンドデザイン：スティーヴ・バージェス、ワン・ジュウユエン
- カー・スタント：ブルース・ロウ

## 撮影
- 本作の撮影は中国、台湾、イギリス、インド、ドバイ（アラブ首長国連邦）、ザンビアの6か国、9か所で実施された[5][注釈 2]。
- ヴァンガードが激流の中、傭兵組織と格闘するシーンの最後に出てくる滝は、ヴィクトリアの滝である[5]。ヴィクトリアの滝はザンビアとジンバブエの2か国にまたがっているが、本作の撮影はザンビア側から行われている。
- ヴァンガードの社屋として登場する建物は、ロンドンのシティ・オブ・ロンドン地区に実在する34階建てのオフィスビル20フェンチャーチ・ストリートで、トランシーバーのような外観から、「ウォーキー・トーキー（”トランシーバー”を意味する英語）」という愛称を持つ。またこの建物は、同地区にある30セント・メリー・アクス（別名　ガーキン）､サザーク地区のザ・シャードとともにロンドンのランドマークとして認識されている。
- ジャッキー・チェンは激流のシーンの撮影時に水上オートバイから誤って水中に転落した。幸い、45秒後にジャッキーは救助隊により無事救出された[注釈 3]。
- ザンビアは左側通行・右ハンドルであるが、本作のアフリカのシーンに出てくる車両は全て左ハンドルとなっている[注釈 4]。
- オマルのアジトのシーンは中東ではなく、インドの砂漠地帯であるラージャスターン州で撮影された。アンベール城[8]やジャイサルメール城[9]などがロケ地として使用されている。左側通行・右ハンドルのインドで撮影されたため、オマルのアジトのシーンの出演車両は全て右ハンドルになっている。また、インドのタタ・モーターズ製小型トラック[10]やSUV[11]もこのシーンの劇用車として使用されている。中東諸国は全て右側通行・左ハンドルであり、右ハンドル車両の輸入は禁止されている。
- ドバイのシーンは、実際に現地でロケが実施された。
- 冒頭のイギリスのシーンの一部は、中国国内で撮影された。そのため、本来イギリスには存在しないはずの中国・長安汽車製の左ハンドルの小型トラック[12]が劇用車として使用されている。
- 本作の車両提供はボルボ・カーズであり[注釈 5]、ボルボ・XC90[13]が劇用車として使用された。

## 公開
日本で上映されているのは香港版に日本語字幕を追加したものであり、音声言語は広東語、クレジットの字幕は繁体字となっている。海外版の各種資料は普通話版が中心となっているが、日本上映版が広東語版であることから、日本語版の映画公式サイトでは配役名などが普通話音カタカナ転記から広東語音カタカナ転記に変更された。
日本では本作の公開時、コロナ禍による緊急事態宣言で東京・大阪・京都・兵庫のシネコンが全て閉鎖されており、本作もそれらの地域での公開は延期された。映画動員ランキングでは初登場7位に入った。

## Blu-ray/DVD
松竹ホームビデオよりBlu-ray DiscとDVDが2021年9月8日に発売。
Blu-ray
- 品番：SHBR-0640
- 時間：107分
- サイズ：16:9LBシネマスコープ（1080i Hi-Def）
- 音声
  - 中国語・英語 5.1ch DTS-HD Master Audio
  - 日本語 2.0ch DTS-HD Master Audio
- 字幕
  - 日本語字幕
  - 吹替用字幕
- 特典映像：22分
  - 俳優･監督インタビュー (ジャッキー･チェン、ヤン･ヤン、アレン、ムチミヤ、スタンリー･トン監督)
  - メイキング
  - オリジナル予告(5種)
  - 日本版予告(2種)

DVD
- 品番：DZ-0884
- 時間：107分
- サイズ：16:9LBシネマスコープ
- 音声
  - 中国語・英語 ドルビーデジタル 5.1ch サラウンド
  - 日本語 ドルビーデジタル 2.0ch
- 字幕
  - 日本語字幕
  - 吹替用字幕
- 特典映像：2分